# صالون دوتون

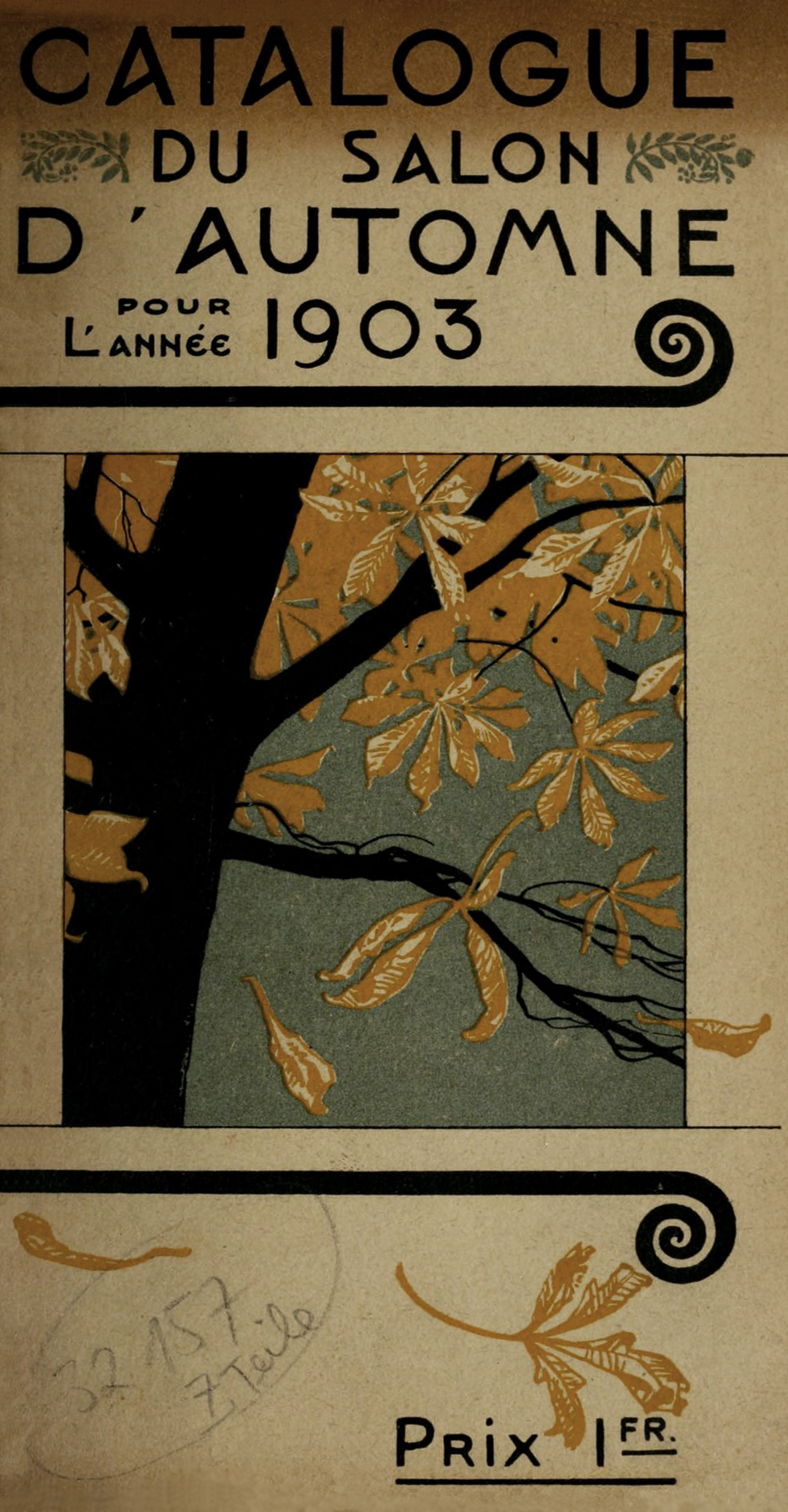
Catalogue of first Salon d'Automne, 1903

صالون دوتون (صالون الخريف) معرض فني سنوي كان يقام في باريس عاصمة فرنسا ابتداء من عام 1903. أنشأه مجموعة من الفنانين منهم المعماري وجامع التحف الفنية فرانتس جوردان, وكذلك المعماري إيكتور جيمار والرسامون جورج ديفاليير ويوجين كارير وفيليكس فالوتون وإدوارد فيار.